# Lamprosema tricrossa
Lamprosema tricrossa là một loài bướm đêm trong họ Crambidae.